# Батаринский наслег
Батаринский наслег — сельское поселение в Мегино-Кангаласском улусе Якутии Российской Федерации.
Административный центр — село Сымах.

## История
Статус и границы сельского поселения установлены Законом Республики Саха (Якутия) от 30 ноября 2004 года N 173-З N 353-III «Об установлении границ и о наделении статусом городского и сельского поселений муниципальных образований Республики Саха (Якутия)».

## Население
| 2002 | 2010 | 2011 | 2012 | 2013 | 2014 | 2015 |
| ---- | ---- | ---- | ---- | ---- | ---- | ---- |
| 522  | ↘502 | →502 | ↘475 | ↘470 | ↗471 | ↗475 |
| 2016 | 2017 | 2018 | 2019 | 2020 | 2021 |      |
| →475 | ↘462 | ↘438 | ↗439 | ↗440 | ↗446 |      |

## Состав сельского поселения
| № | Населённый пункт | Тип населённого пункта       | Население |
| - | ---------------- | ---------------------------- | --------- |
| 1 | Сымах            | село, административный центр | ↗446      |

## Достопримечательности
В урочище Куукуна находится Башня — двухэтажный амбар с бойницами Сергучевых — объект культурного наследия народов РФ регионального значения № 1400306000.